# Loxostege anartalis
Loxostege anartalis là một loài bướm đêm trong họ Crambidae.